# Daïra d'Ammi Moussa
La daïra d'Ammi Moussa est une circonscription administrative algérienne située dans la wilaya de Relizane. Son chef-lieu est situé sur la commune éponyme d'Ammi Moussa.
La daïra regroupe les quatre communes de Ammi Moussa, Ouled Aiche, El Ouldja et El Hassi.